# Lego Ninja
Lego Ninja est une gamme du jouet de construction Lego, également considérée comme sous-gamme de Lego Castle, lancée en 1998 puis arrêtée en 2000.
Basées les guerriers ninja du Japon féodal, la majorité de ses ensembles sont sortis en 1998 et 1999, et seulement trois petits sets de minifigs sont sortis en 2000 dans le cadre de la collection « Mini Heroes ». Après cela, la gamme est supprimée et, toujours dans un univers médiéval, remplacée la même année par Knights Kindoms.
En 2011, Lego décide de créer une nouvelle série également centrée sur le thème des ninjas, Ninjago, utilisant les éléments de la précédente gamme Ninja.

## Identité visuelle

Variante du logotype.